# Kulturringen
Kulturringen er en 540 km lang cykelrute i Østjylland, som går forbi en række af regionens største kultur- og naturseværdigheder. Ruten går via asfalterede veje og er skiltet det meste af vejen.
Kulturringen, som går gennem Odder, Skanderborg, Favrskov, Norddjurs, Syddjurs, Samsø, Hedensted og Aarhus kommuner, er blevet til med støtte fra Kulturhovedstad Aarhus 2017 Fonden. I den oprindelige udgave var ruten kun på 450 km, men er siden blevet udvidet. Der er udgivet et kort over ruten og en guidebog, hvori der er forslag til ture ad 22 delstrækninger, samt inspiration til oplevelser undervejs.
Ude på ruten er der udvalgte steder (f.eks. hos købmænd og turistkontorer) placeret en grejkasse med værktøj og andet, der kan bruges til småreparationer af cyklen. I guidebogen (som er gratis) kan man desuden finde tips til overnatning, spisesteder, indkøb og transport samt angivelse af, hvor man kan finde vand og toiletter.

## Delstrækninger
Kulturringen er skiltet som én lang sammenhængende rute. Skiltningen af cykelruten blev efter en 2-årig dispensation officielt godkendt af Vejdirektoratet i 2019..
I guidebogen fra 2019 er Kulturringen delt op i 22 kortere, mere overkommelige ruter. Det fremgår dog ikke af skiltene ude på ruten, hvilken delstrækning man kører på. Dertil er man nødt til at bruge kortene i guidenbogen.
- Rute 1 Skødstrup - Aarhus C - Moesgaard
- Rute 2 Moesgaard - Odder
- Rute 3 Odder - Gylling
- Rute 4 Gylling - Torrild
- Rute 5 Torrild - Alken
- Rute 6 Alken - Ry
- Rute 7 Ry – Pøt Mølle
- Rute 8 Pøt Mølle - Gudenåen
- Rute 9 Gudenåen - Laurbjerg
- Rute 10 Laurbjerg - Clausholm
- Rute 11 Clausholm - Pindstrup
- Rute 12 Pindstrup - Allingåbro
- Rute 13 Allingåbro - Hevring
- Rute 14 Hevring - Nimtofte
- Rute 15 Nimtofte - Thorsager
- Rute 16 Thorsager – Femmøller Strand
- Rute 17 Femmøller Strand - Vrinners
- Rute 18 Vrinners - Skødstrup
- Rute 19 Sælvig - Ballen
- Rute 20 Ballen - Sælvig
- Rute 21 Hjarnø - Rosenvold
- Rute 22 Rosenvold - Hjarnø[1]